# Кардифски гигант
Kardifski gigant je jedna od najpoznatijih prevara u istoriji Sjedinjenih Američkih Država. Statua "okamenjenog čoveka" visoka 3 metra iskopana je na imanju Vilijama Njuvela(engl. William Newell) 16. oktobra 1869. godine u naselju Kardif, Njujork. Statuu je napravio Edvard Burgart(eng. Edward Burghardt), po zahtevima Džordža Hala (eng. George Hull) i njegovog pomoćnika Henrija Martina (eng. -{Henry Martin}). Ova statua se danas nalazi u Farmerskom muzeju, u Kopertaunu, Njujorku.

## Stvaranje giganta
Statua je napravljena od gipsa. Hal i Martin pokušali su da kupe blok gipsa dimenzija 12 po 4 po 2 stope inča iz kopališta u Fort Dadžu (Ajova). Plan da kupe blok nije im pošao za rukom zato što su prilikom druge posete promenili razlog kupovine, pa ih je vlasnik kopališta izbacio. Vlasnik je kasnije rekao da su se Hal i Martin tokom obilaska stalno izdvajali i šaputali među sobom, kao i da su jednom prilikom izvadili džepne noževe i isprobavali mekoću gipsa oštricama. Pre svog sledećeg pokušaja Hal i Martin otišli su u Čikago i tamo našli skulptora Edvarda Burgarta. Pošto su upoznali Burgarta sa planom, sva trojica vratila su se u Fort Dadž i neuspešno pokušala noću da uzmu gipsani blok iz istog kopališta. Posle tog drugog neuspeha, Hal je iznajmio parče zemlje 5 milja južno od naselja, 4 profesionalca i jednog meštanina da iskopaju blok gipsa traženih dimenzija.
Preneti ovako veliki blok pokazao se kao težak poduhvat. Bile su potrebne nedelje da se toliki kamen prenese; Hal je morao da ponovno unajmi ljude više puta zato što bi prethodni unajmljenici odustali. Za vreme puta dimenzije gipsanog bloka smanjene su radi lakšeg prevoza.
Gipsani blok prevezen je u Čikago, gde je Burgart unajmio Frederika Mormana(engl. Frederick Mohrmann) i Henrija Sala(engl. Henry Salle) kao pomoćne skulptore. Sledećih nekoliko nedelja 3 skulptora radila su na oblikovanju statue. Da bi učinili da statua izgleda starije, korišćeni su sunđeri napunjeni peskom i vodom. Posle toga statua je polivena sa 4 i po litra engleskog mastila za pisanje i sumpornom kiselinom. Statua je sveukupno koštala Hala hiljade dolara i dve i po godine truda.

## Otkriće
Džordž Hal odlučio je da zakopa svoju statuu na imanju svog rođaka Vilijama Njuvela. Godinu dana posle zakopavanja statue na tom imanju, Njuvel je unajmio dva radnika, Gideona Emonsa (eng. Gideon Emmons) i Henrija Nikolsa (engl. Henry Nichols), da iskopaju bunar. Posle trećeg sata kopanja, radnici su naišli na stopalo, pri čemu je jedan od radnika (ne zna se koji), rekao: "Izjavljujem, ovde je zakopan neki stari Indijanac!".
Vesti su se brzo proširile po Kardifu. Da bi prikrio prevaru, Njuvel je, prilikom razgovora sa seljanima Kardifa, izjavio da ne želi da se priča o gigantu proširi, zato što je od prethodnog vlasnika čuo da se na imanju desilo ubistvo i da bi takav čin naljutio ubicu. Posle kratkog nagovaranja, Njuvel se složio sa seljanima i odlučio da prikaže svetu giganta.
Njuvel je naredio da se postavi šator iznad giganta, unajmio par ljudi kao obezbeđenje i počeo da naplaćuje po četvrtinu dolara, a ubrzo posle po polovinu dolara po poseti.
Mnoštvo ljudi iz okoline došlo je da vidi giganta, a čak su i novine pisale članke o otkriću. Među prvim posetiocima našli su se i predstavnici plemena Onondaga, starog indijskog plemena koje je vekovima naseljavalo ovo područje Amerike. Po njihovom shvatanju, gigant je bio jedan od pripadnika plemena Onondaga. Ipak, predstavnici plemena su brzo promenili mišljenje kada su izbliza istražili izgled giganta. Nakon što je ova teorija propala, meštani su poreklo giganta proglasili biblijskim, a razlog što je ova teorija tako lako prihvaćena bilo je "drugo buđenje" američkog religioznog osećanja u prvoj polovini devetnaestog veka. Naime, religijski poglavari tog doba propovedali su da se Bog pokazao u Njujorku.
Iako su mase vrlo brzo prihvatile statuu kao telo giganta iz davnih vremena, jedan deo njihovih savremenika nije se slagao sa opštim utiskom. Mnogi skeptičari odbacili su otkriće giganta zbog nepoverljivosti prema Halu i Njuvelu. Njujorške novine bile su kritične prema otkriću, a posebno i prema regionu gde se desilo, s obzirom na veliki broj prevara koje su tamo izvršene. Čak je i Mark Tven(engl. Mark Twain), poznati američki književnik, jednom prilikom upozorio ljude na potencijalnu prevaru.
Sumnja u poreklo giganta nije se završavala samo na predrasudama i predznacima prevare. Džejms Lorens(engl. James Lawrence), američki advokat, upitao je novine zašto bi Njuvelu bio potreban drugi bunar, s obzirom na to da su njegove dve krave i konj bili dobro napojeni bunarom koje je i bliži kući. Jedan od prigovora bio je i Njuvelovo uputstvo radnicima da kopaju tačno 4 stope inča. Po Lorensovom objašnjenju, zbog pozamašnih količina podzemne vode u okolini, bilo bi nelogično da radnici kopaju tako duboko.

## Prodaja giganta
Zainteresovanost za giganta privukla je moguće kupce Njuvelu i Halu. Posle odbijanja raznih ponuda o parcijalnom i punom otkupu, Hal je prodao svoj pravo na prihod od giganta petorici ljudi vođenih Davidom Hanumom (eng. David Hannum) za 23 000 dolara (465 051 dolara 2021. godine). Petorka se nije obradovala kada je čula da je Hal izvadio veliku količinu novca iz banke, kao i da je pre godinu dana preko iste banke platio prevoz nekog teškog tereta. Posle rasprave sa kupcima, Hal se složio i potpisao da ako se u roku od 3 meseca dokaže da je gigant lažan, da će vratiti sav novac koji mu je plaćen.

## Egzibicija giganta u Sirakuzi
Posle pokušaja da se dokaže ili opovrgne poreklo giganta, petorka je odlučila da se čudo preveze u Sirakuzu. Gigant je dočekan paradom i opštim uzbuđenjem publike. Egzibicija giganta nalazila se u zgradi u samom centru Sirakuze, a na dan otvaranja egzibicije došlo je preko hiljadu ljudi. Svaki sledeći dan došlo je više posetilaca, i pored rasta skepticizma u novinama i među naučnicima. Osim lokalnih posetioca, giganta je posetio veliki broj ljudi iz susednih krajeva, a među njima se našao i Lajmen Frenk Baum (eng. Lyman Frank Baum), američki dečji pisac. Smatra se da je prizor giganta znatno uticao na četrnaestogodišnjeg Bauma, kao i na njegovo kasnije delo Čarobnjak iz Oza. Petorka je ubrzo vratila svoju početnu investiciju, a na jedan od poslednjih dana egzibicije u Sirakuzi došlo je nešto više od 4000 posetilaca.

## "Rat kamenih giganta"
Okamenjen čovek iz Kardifa nije jedina statua-prevara Njujorka 1870. godina. Fineas Tejlor Barnum (eng. Phineas Taylor Barnum), poznat po svojim prevarama, pokušao je da kupi giganta za 50 000 dolara (1 010 981 dolara 2021. godine), ali nije uspeo. Ljut ovakvim ishodom, Barnum je kupio već napravljenu repliku giganta, koju je napravio skulptor Karl Franc Oto (eng. Carl Franz Otto), koji je hteo da dokaže da je gigant u stvari delo drevnih Skandinavaca. Ovu prevaru prevare Barnum je prevezao u Njujork da bi je tamo predstavio kao original. Povorka od 100 radnika unajmljena je da doveze statuu, iako su razlozi za tako veliki broj radnika bili više teatralni nego razumski. 
Vlasnici prvog giganta nisu bili zadovoljni novom prevarom i optužili su Barnuma da predstavlja svoju statuu kao originalnog giganta iz Kardifa. Barnumovo iskustvo u prevarama pomoglo mu je da opovrgne optužbu, zato što je svog giganta predstavljao kao "Giganta iz Onondage", mesta gde je i ovaj gigant napravljen. Barnum je bio veoma uspešan u svom "ratu kamenih giganta", zato što je na Božić 1870. godine na izložbu u Njujorku došlo 5000 ljudi, a na izložbu prvog giganta u gradu Olbani, gde je gigant tada bio na egzibiciji, došlo pedesetak ljudi.

## Priznanje stvaraoca giganta
Kako se kraj Halovog života bližio, tako je on sve manje krio istinu porekla statue. Džordž Hal tada već nije dobijao prihode od giganta, tako da nije više imao razloga da krije njegove spletkarije. Jedna povoljna okolnost koja ga je štitila od tužbi bilo je loše sprovođenje transfera dela prihoda sa prvobitnih kupaca na sledeće. Hal i Martin nisu bili jedini prevaranti, nego je i veliki broj ljudi posle njih varao sledeće ljude i poništavao i menjao ugovore, tako da su se često vodile sudske rasprave o tome ko ima pravo na giganta i da li je gigant statua ili fosilni ostatak. Publici je takođe bilo veoma konfuzno pratiti istoriju giganta, s obzirom da je napravljeno još kopija, kao i da su pojedini sudovi, naučnici i novinski članci priznavali, a drugi osporavali giganta i njegova raznolika porekla.
Kao i tokom celog života, Hal je pokušao da još jednom zaradi na gigantu, ovog puta napisavši knjigu. U Halovoj knjizi detaljno su opisani njegovi trgovački poslovi, kao i neki pojedini delovi stvaranja giganta. Iako je knjiga uspela da obelodani mutnu prošlost giganta, ne može se smatrati pouzdanim izvorom zato što je Hal bio sklon preuveličavanju svog učinka i zapostavljanju važnih događaja. Ipak, knjiga daje uvid u potencijalni motiv i razlog nastanka ovakve prevare. U knjizi se spominje rival, Henri B. Turk(engl. Henry B. Turk), sa kojim je Hal često imao religiozne rasprave. Naime, gigant je napravljen zato što je Turk tvrdio da su nekada giganti tumarali zemljom. Ovaj motiv ateizma i netrpeljivosti prema religiji seže duboko u Halovo detinjstvo. Hal nam u svojoj knjizi prikazuje više slučajeva u kojima je prevaren, osramoćen i nateran na bežanje od strane religijskih poglavara iz njegove okoline.

## Gigant iz Kardifa danas
Gigant se danas nalazi u Kopertaunu, Njujorku, u Farmerskom muzeju. U sećanju na giganta, selo u kome je pronađen postavilo je tablicu na kojoj piše: 
"KARDIFSKI GIGANT
PRONAĐEN OVDE
OKTOBRA 16, 1869.
DOKAZANO JE DA JE PREVARA.
JEDNA OD NAJSLAVNIJIH JAVNIH
OBMANA U AMERIČKOJ ISTORIJI."

## Literatura
- Magnusson, Magnus (2006). Fakers, Forgers & Phoneys. Edinburgh: Mainstream Publishing. ISBN 978-1-84596-190-9.
- Tribble, Scott (2009), A Colossal Hoax: The Giant From Cardiff that Fooled America, Rowman & Littlefield, ISBN 978-0-7425-6050-5
- Jacobs, Harvey (1997), American Goliath, St. Martin's Press, ISBN 978-0312194383